# Oonops reticulatus
Oonops reticulatus là một loài nhện trong họ Oonopidae.
Loài này thuộc chi Oonops. Oonops reticulatus được miêu tả năm 1925 bởi Petrunkevitch.